# Frans Hals (navire)
Le Frans Hals est un navire usine construit en 1965 par les chantiers navals Royal Schelde de Flessingue pour la compagnie soviétique Sevryba JSC. Il est lancé le 26 juin 1965 et mis en service en octobre 1965. Après 30 ans d’activité en mer de Barents, il est vendu à la casse en 1996. Au cours de son remorquage vers Bilbao, il s’échoue à Biarritz le 20 novembre 1996. Renfloué quelques semaines plus tard, il est océanisé dans la fosse de Capbreton, au large de Biarritz le 13 décembre 1996.

## Histoire
Le Frans Hals est un navire usine construit en 1965 par les chantiers navals Royal Schelde de Flessingue pour la compagnie soviétique Sevryba JSC. Il est lancé le 26 juin 1965 et mis en service en octobre 1965. Il est utilisé en mer de Barents et dans l’océan Arctique.
En 1996, il est vendu à la casse et est remorqué vers les chantiers de démolition Ardoex Bilbao par le remorqueur Agat. Le 19 novembre 1996, le convoi arrive devant Bilbao, mais n'est pas autorisé à rentrer dans le port à cause de problèmes administratifs. Aux alentours de 23 h 0, la remorque casse et le navire part à la dérive en direction de la côte avec quatre membres d’équipage à bord (le commandant Valentin Wladimirovitch Terentiev, le chef mécanicien Sergueï Nicolaiévich Kalapichine et deux matelots). Le lendemain vers 14 h 30, il s’échoue sur la plage Miramar de Biarritz. Pendant ce temps, le remorqueur a rejoint les eaux internationales afin d’éviter d’être intercepté.
Le renflouement est confié à la société Abeilles International. Celle-ci doit retirer le navire de la plage et le remorquer vers la Fosse de Capbreton où il doit être coulé. Les cuves du Frans Hals sont vidées et les brèches présentes dans la coque, puis la superstructure est partiellement découpée afin d’alléger l’épave pour faciliter le remorquage.
Le 13 décembre 1996, les coefficients de marée sont au maximum. C’est donc ce jour qui est choisi pour dégager le navire. Des bulldozers creusent un chenal dans le sable, puis trois remorqueurs (l’Abeille Flandre, l’Abeille Supporter et l’Abeille Picardie) tirent le Frans Hals qui pivote et rejoint son élément naturel. Lorsqu’il a rejoint l’océan, l’Abeille Picardie le remorque vers la fosse de Capbreton, au large de Biarritz, où il sombre vers midi.
L’hélice du Frans Hals a été conservée et est désormais exposée sur l’Esplanade Élisabeth-II à Biarritz en souvenir de l’échouement du navire.